# Emma Twigg
Emma Twigg (Napier, 1 maart 1987) is een Nieuw-Zeelands roeister. Zij werd Olympisch kampioen in de skiff in 2021 tijdens de Zomerspelen in Tokio.

## Levensloop
Twigg begon op veertienjarige leeftijd met roeien via haar vader die roeicoach was op de plaatselijke roeiclub. Zij vertegenwoordigde Nieuw-Zeeland voor de eerste keer internationaal in 2003 tijdens de Wereldkampioenschappen voor junioren in het Griekse Athene waar ze zesde werd in de acht. Tijdens de Wereldkampioenschappen voor beloften in Amsterdam in juli 2005 werd ze vierde in de skiff. Een jaar later won ze in dezelfde boot goud op de Wereldkampioenschappen voor junioren, gevolgd door goud in de skiff op het WK voor beloften een maand later. Daarna maakte ze de overstap naar de elite.
In aanloop naar de Olympische Spelen in Beijing deed Twigg het prima in het wereldbekercircuit met twee derde plaatsen. Zij kon de vorm niet vasthouden en eindigde in Beijing als negende. Een jaar later schreef Twigg twee wereldbekerwedstrijden op haar naam en miste net het brons tijdens de Wereldkampioenschappen in het Poolse Poznań.
De Wereldkampioenschappen van 2010 vonden plaats op haar thuisbasis: Lake Karapiro in Nieuw-Zeeland. Twigg won haar eerste medaille op een internationaal titeltoernooi, namelijk brons. Een jaar later behaalde zij dezelfde kleur tijdens de Wereldkampioenschappen in het Sloveense Bled. Tijdens de Olympische Spelen in Londen het jaar daarop liep Twigg met een vierde plaats wederom eremetaal mis.
Twigg verbeterde zichzelf met een zilveren medaille tijdens het Wereldkampioenschappen in Zuid-Korea in 2013. Het jaar daarop domineerde zij. Twigg won alle drie de wereldbekerwedstrijden en werd wereldkampioen op de Bosbaan in Amsterdam. Het jaar daarop nam zij een tussenjaar om te studeren in Europa. Twigg was op tijd terug om zich te plaatsen voor de Olympische Spelen in Rio de Janeiro. Daar liep zij in de finale op drie tienden het brons mis.
Kort na de Spelen kondigde Twigg teleurgesteld haar stoppen aan. Voor de tweede keer vierde worden op de Spelen omschreef zij als "bijna haar ergste nachtmerrie". In de periode werkte zij voor het IOC. In 2018 kondigde Twigg haar rentree aan. Zij keerde het jaar daarop terug in het internationale roeicircuit met wereldbekeroverwinningen in Poznań en Amsterdam het jaar daarop. Het goud op de Wereldkampioenschappen moest zij laten aan de Ierse Sanita Pušpure.
Tijdens het coronajaar 2020 kwam Twigg internationaal niet in actie. Op de Olympische Spelen in Tokio die met een jaar waren uitgesteld, won zij overtuigend goud.

### Persoonlijk
Twigg leerde haar partner Charlotte Mizzi in 2018 kennen via gemeenschappelijke vrienden. In januari traden beide vrouwen in het huwelijk. Lucy Spoors, zilverenmedaillewinnaar tijdens de Olympische Spelen van 2021, was een van Twiggs bruidsmeisjes.

## Resultaten

### Olympische Zomerspelen
| Jaar | Plaats         | Resultaten     |
| ---- | -------------- | -------------- |
| 2008 | Beijing        | 9e in de skiff |
| 2012 | Londen         | 4e in de skiff |
| 2016 | Rio de Janeiro | 4e in de skiff |
| 2021 | Tokio          | in de skiff    |

### Wereldkampioenschappen roeien
| Jaar | Plaats     | Resultaten     |
| ---- | ---------- | -------------- |
| 2006 | Poznań     | 7e in de acht  |
| 2007 | München    | 6e in de skiff |
| 2009 | Poznań     | 4e in de skiff |
| 2010 | Hamilton   | in de skiff    |
| 2011 | Bled       | in de skiff    |
| 2013 | Chungju    | in de skiff    |
| 2014 | Amsterdam  | in de skiff    |
| 2019 | Ottensheim | in de skiff    |
| 2022 | Račice     | in de skiff    |
| 2023 | Belgrado   | in de skiff    |

1976: Christine Scheiblich ·
1980: Sanda Toma ·
1984: Valeria Răcilă-Rosça ·
1988: Jutta Behrendt ·
1992: Elisabeta Lipă-Oleniuc ·
1996: Jekaterina Chodotovitsj ·
2000: Jekaterina Karsten ·
2004: Katrin Rutschow-Stomporowski ·
2008: Roemjana Nejkova ·
2012: Miroslava Knapková ·
2016: Kimberley Brennan-Crow ·
2020: Emma Twigg ·
2024: Karolien Florijn